# Яквелін Есторнель
Яквелін Есторнель Елізастегі (ісп. Yaquelin Estornell Elizástegui; нар. 25 квітня 1984, Гуантанамо, провінція Гуантанамо) — кубинська борчиня вільного стилю, дворазова чемпіонка, срібна та триразова бронзова призерка Панамериканських чемпіонатів, срібна призерка Панамериканських ігор, срібна призерка Центральноамериканського і Карибського чемпіонату, дворазова срібна та бронзова призерка Центральноамериканських і Карибських ігор.

## Життєпис
Боротьбою почала займатися з 2007 року. Тренер — Еліо Гарравай (з 2011).
Востаннє виступила на великому міжнародному турнірі у 2019 році, після чого перейшла на тренерську роботу. У грудні 2022 року Яквелін Есторнель працювала тренером з боротьби в Гуантанамо. Саме в той час на Кубі жінкам було офіційно дозволено займатися боксом. 38-річна спортсменка вирішила спробувати себе в новому виді спорту.
У січні 2023 року національна школа боксу на Кубі відкрила свої двері для жінок, і менш ніж за 12 місяців елітні кубинські боксерки, серед яких була і Яквелін Есторнель, вперше взяли участь у кваліфікаційних турнірах на літні Олімпійські ігри 2024 року, однак жодній з них не вдалося отримати ліцензію на Олімпіаду.

## Спортивні результати на міжнародних змаганнях з боротьби

### Виступи на Чемпіонатах світу
| Змагання                        | Збірна | Вагова категорія          | Місце |
| ------------------------------- | ------ | ------------------------- | ----- |
| Чемпіонат світу з боротьби 2013 | Куба   | жіноча боротьба, до 59 кг | 13    |

### Виступи на Панамериканських чемпіонатах
| Змагання                                   | Збірна | Вагова категорія          | Місце  |
| ------------------------------------------ | ------ | ------------------------- | ------ |
| Панамериканський чемпіонат з боротьби 2013 | Куба   | жіноча боротьба, до 59 кг | Золото |
| Панамериканський чемпіонат з боротьби 2014 | Куба   | жіноча боротьба, до 58 кг | Бронза |
| Панамериканський чемпіонат з боротьби 2015 | Куба   | жіноча боротьба, до 58 кг | Бронза |
| Панамериканський чемпіонат з боротьби 2016 | Куба   | жіноча боротьба, до 58 кг | Срібло |
| Панамериканський чемпіонат з боротьби 2017 | Куба   | жіноча боротьба, до 63 кг | Бронза |
| Панамериканський чемпіонат з боротьби 2018 | Куба   | жіноча боротьба, до 62 кг | Золото |
| Панамериканський чемпіонат з боротьби 2019 | Куба   | жіноча боротьба, до 62 кг | 5      |

### Виступи на Панамериканських іграх
| Змагання                  | Збірна | Вагова категорія          | Місце  |
| ------------------------- | ------ | ------------------------- | ------ |
| Панамериканські ігри 2015 | Куба   | жіноча боротьба, до 58 кг | Срібло |
| Панамериканські ігри 2019 | Куба   | жіноча боротьба, до 62 кг | 7      |

### Виступи на Центральноамериканських і Карибських чемпіонатах
| Змагання                                                       | Збірна | Вагова категорія          | Місце  |
| -------------------------------------------------------------- | ------ | ------------------------- | ------ |
| Центральноамериканський і Карибський чемпіонат з боротьби 2018 | Куба   | жіноча боротьба, до 62 кг | Срібло |

### Виступи на Центральноамериканських і Карибських іграх
| Змагання                                                | Збірна | Вагова категорія          | Місце  |
| ------------------------------------------------------- | ------ | ------------------------- | ------ |
| Центральноамериканські і Карибські ігри 2014 (Сан-Хуан) | Куба   | жіноча боротьба, до 58 кг | Бронза |
| Центральноамериканські і Карибські ігри 2014 (Веракрус) | Куба   | жіноча боротьба, до 58 кг | Срібло |
| Центральноамериканські і Карибські ігри 2018            | Куба   | жіноча боротьба, до 62 кг | Срібло |

### Виступи на інших змаганнях
| Змагання                                                     | Збірна | Вагова категорія          | Місце  |
| ------------------------------------------------------------ | ------ | ------------------------- | ------ |
| Cerro Pelado International 2013                              | Куба   | жіноча боротьба, до 59 кг | Золото |
| Кубок Гранми з боротьби 2014                                 | Куба   | жіноча боротьба, до 60 кг | Золото |
| Кубок Гранми з боротьби 2015                                 | Куба   | жіноча боротьба, до 58 кг | 5      |
| Beat the Streets 2015                                        | Куба   | жіноча боротьба, до 60 кг | Золото |
| Кубок Канади з боротьби 2015                                 | Куба   | жіноча боротьба, до 58 кг | Бронза |
| Henri Deglane Challenge 2015                                 | Куба   | жіноча боротьба, до 58 кг | Золото |
| Олімпійський кваліфікаційний турнір з боротьби 2016 (Фріско) | Куба   | жіноча боротьба, до 58 кг | 8      |
| Cerro Pelado International 2016                              | Куба   | жіноча боротьба, до 63 кг | Золото |
| Золотий Гран-прі з боротьби 2016                             | Куба   | жіноча боротьба, до 58 кг | Срібло |
| Cerro Pelado International 2017                              | Куба   | жіноча боротьба, до 63 кг | Бронза |
| Гран-прі «Іван Яригін» 2018                                  | Куба   | жіноча боротьба, до 62 кг | Бронза |
| Cerro Pelado International 2018                              | Куба   | жіноча боротьба, до 62 кг | Золото |
| Гран-прі «Іван Яригін» 2019                                  | Куба   | жіноча боротьба, до 62 кг | Бронза |
| Cerro Pelado International 2019                              | Куба   | жіноча боротьба, до 62 кг | Золото |